# 86 Семела
86 Семела — астероїд головного поясу, відкритий 4 січня 1866 року німецьким астрономом Фрідрихом Тітьеном у Берліні, Німеччина. Названий на честь Семели, дочки міфічного засновника Фів Кадма і Гармонії.
Астероїд належить до спектрального типу C, не перетинає орбіту Землі й обертається навколо Сонця за 5,49 юліанського року. 
Тіссеранів параметр щодо Юпітера — 3,179.